# Tara-Sue Barnett
Tara-Sue Barnett (* 9. Oktober 1993 im Clarendon Parish) ist eine ehemalige jamaikanische Leichtathletin, die sich auf den Diskuswurf spezialisiert hat.

## Sportliche Laufbahn
Erste internationale Erfahrungen sammelte Tara-Sue Barnett bei den CARIFTA Games 2012 in Hamilton, bei denen sie mit einer Weite von 49,62 m die Goldmedaille im Diskuswurf in der U20-Altersklasse gewann. Anschließend schied sie bei den Juniorenweltmeisterschaften in Barcelona mit 42,06 m in der Qualifikationsrunde aus. 2014 belegte sie beim Panamerikanischen Sportfestival in Mexiko-Stadt mit 54,91 m den siebten Platz und anschließend gelangte sie bei den Zentralamerika- und Karibikspielen (CAC) in Xalapa mit 50,65 m auf Rang sechs. 2015 begann sie ein Studium an der Grand Canyon University in den Vereinigten Staaten und im Jahr darauf nahm sie an den Olympischen Sommerspielen in Rio de Janeiro teil und schied dort mit 58,09 m in der Qualifikationsrunde aus. 2017 brachte sie bei den Weltmeisterschaften in London ohne einen gültigen Versuch in der Vorrunde aus und im Jahr darauf beendete sie ihre aktive sportliche Karriere im Alter von 24 Jahren.
2016 wurde Barnett jamaikanische Meisterin im Diskuswurf.